# Île Hoskyn
L'île Hoskyn est une île française de l'archipel des Kerguelen située dans le golfe du Morbihan au large de la côte sud de la péninsule Courbet.